# Anna Maria Groot
Anna Maria "Anke" Groot es una modelo holandesa que ganó el título de Miss Europa en 1973 en Kitzbühel, Austria (el concurso se aplazó a enero de 1974). E
n Miss Mundo 1973, logró llegar a las semifinales y ganó el premio especial de Miss Fotogénica.